# 菲利浦·迪·皮埃羅·史特羅齊

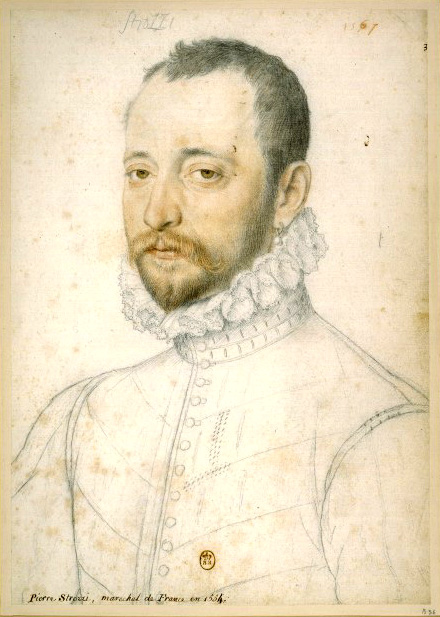
菲利浦·迪·皮埃罗·史特罗齐肖像

菲利浦·迪·皮埃羅·史特羅齊（義大利語：Filippo di Piero Strozzi，1541年—1582年7月27日），義大利裔的軍事將領，來自佛羅倫斯的史特羅齊家族。

## 生平
菲利浦·迪·皮埃羅·史特羅齊生於佛羅倫斯，是皮埃羅·史特羅齊與勞德蜜亞·梅迪奇之子。其父由於凱薩琳王后的關係，生於法國並成為法國元帥，年少的史特羅齊也成為未來法蘭索瓦二世的從僕。
1559年史特羅齊加入法國軍隊，參與了生平第一次戰役，即第八次義大利戰爭。
1582年他參加葡萄牙王位繼承戰爭時，遭敵軍俘虜，被投海處決。